# Corona (ornament)

Corona prototípica

Una corona és un ornament circular que se cenyeix al cap, usualment fet d'herbes, flors o metalls preciosos. És un símbol de poder, per això la coronació és l'acte pel qual una persona esdevé rei. La corona acabada en punxes imita els raigs del sol i era un atribut dels emperadors romans, imitant el posat dels déus. El llorer, planta de la victòria, s'usa també per fer corones, com als antics Jocs Olímpics, als poetes o generals romans.
La corona ha sorgit de la diadema i és l'avant-passada de l'halo que envolta el cap dels sants. Està present a diverses cultures, com proven les tiares egípcies, el capell de plomes dels indis nord-americans o els ornaments polinesis.

## Corones cèlebres
- La corona d'espines de Jesús a la creu
- La corona dels Reis Mags d'Orient

## Heràldica
Nobiliàries

Rei Disseny de l'escut d'Espanya
Rei Disseny de les armes del rei
Rei -  Aragó, Catalunya, Illes Balears, País Valencià
Príncep
Princep -  Aragó, Catalunya, Illes Balears, País Valencià
Infant d'Espanya
Infant d'Espanya - Aragó, Catalunya, Illes Balears, País Valencià
Duc
Marquès
Comte
Vescomte
Baró
Senyor

Cíviques o murals (Catalunya)

Diputació o Vegueria
Comarca
Ciutat
Vila
Poble

En heràldica se l'anomena timbre
- Corona d'emperador
- Corona de rei
- Corona de príncep
- Corona de duc
- Corona de marquès
- Corona de comte
- Corona de vescomte
- Corona de baró
- Cornona de senyor
- Corona mural